# Ali sulla Cina
Ali sulla Cina (China Clipper) è un film del 1936 diretto da Ray Enright. È ispirato alla storia della compagnia aerea Pan American Airlines.

## Produzione
Il film, diretto da Ray Enright su una sceneggiatura di Frank Wead e Norman Reilly Raine, fu prodotto da Samuel Bischoff e Louis F. Edelman per la First National Productions e girato nel maggio 1936.

## Distribuzione
Il film fu distribuito con il titolo China Clipper negli Stati Uniti dal 22 agosto 1936 al cinema dalla Warner Bros.
Altre distribuzioni:
- in Finlandia il 14 febbraio 1937 (Myrsky Karibian merellä)
- in Francia il 5 marzo 1937 (Courrier de Chine)
- in Danimarca il 17 maggio 1937 (Kina kureren)
- in Italia (China Clipper)
- in Belgio (Courrier de Chine)
- in Grecia (Me ta ftera tis doxis)
- in Svezia (Orkan över Karibiska havet)
- in Brasile (Titã dos Ares)

## Tagline
THRILL TO A NEW TRIUMPH! LOVE SPANS THE PERILOUS PACIFIC!